# Cleopas Dlamini
Cleopas Sipho Dlamini es un ejecutivo y político suazi,  Primer Ministro del Reino de Eswatini desde el 19 de julio de 2021 hasta el 28 de septiembre de 2023.
Sustituyó a Themba N. Masuku, Primer Ministro en funciones tras la muerte en diciembre de 2020 de Ambrose Mandvulo Dlamini. Antes de ser Primer Ministro fue Senador y director ejecutivo del Fondo de Pensiones y Servicios Públicos.

## Primer Ministro de Eswatini
Fue nombrado primer ministro de Suazilandia por el rey Mswati III el 16 de julio de 2021, en medio de la pandemia de COVID-19 y de grandes protestas en el país contra su predecesor y el rey.